# Presidente Olegário
Presidente Olegário is een gemeente in de Braziliaanse deelstaat Minas Gerais. De gemeente telt 18.989 inwoners (schatting 2009).

## Aangrenzende gemeenten
De gemeente grenst aan João Pinheiro, Lagamar, Lagoa Grande, Patos de Minas, São Gonçalo do Abaeté en Varjão de Minas.

## Geboren in Presidente Olegário
- Gusttavo Lima (1989), zanger